# Statul Major Austro-Ungar
Statul Major Imperial și Regal (în germană k.u.k. Generalstab; în maghiară Cs. es K. Vezérkar) din Austro-Ungaria făcea parte din Ministerul de Război. Acesta era condus de șeful Statului Major General pentru Întregul Forțelor Armate (Chef des Generalstabes für die gesamte bewaffnete Macht; Az egész Fegyveres Erők Vezérkari Főnöke), care putea accesa direct împăratul.

## Responsabilități
Statul major era responsabil de planificarea și pregătirea planurile de război și de trupe, în timp ce Armeeoberkommando (AOK) era înaltul comandament operațional. De fapt, din moment ce AOK era sub comanda directă a împăratului și șeful Statului Major General era consilierul său șef, în practică AOK era sub controlul șefului Statului Major General.

## Lista șefilor de stat major
† desemnează persoanele care au murit în funcție.
| Nr. | Portret                         | Șeful K.u.k. Statul Major                                         | Preluarea mandatului | Părăsirea mandatului | În funcție          |
| --- | ------------------------------- | ----------------------------------------------------------------- | -------------------- | -------------------- | ------------------- |
| 1   | Franz von John⁠(d)               | Feldmarschall-Leutant Franz von John⁠(d) (1815–1876)               | 20 Decembrie 1867    | 1869                 | 1-2 ani             |
| 2   | Joseph von Gallina              | Feldmarschall-Leutant Joseph von Gallina (1820–1883)              | 1869                 | 1874                 | 4-5 ani             |
| 3   | Franz von John⁠(d)               | Feldzeugmeister Franz von John⁠(d) (1815–1876)                     | 1874                 | 25 Mai 1876 †        | 1-2 ani             |
| 4   | Anton von Schönfeld             | Feldmarschall-Leutant Anton von Schönfeld (1827–1898)             | 4 Iunie 1876         | 1881                 | 4-5 ani             |
| 5   | Friedrich von Beck-Rzikowsky⁠(d) | Feldzeugmeister Friedrich von Beck-Rzikowsky⁠(d) (1830–1920)       | 1881                 | 1906                 | 24-25 ani           |
| 6   | Franz Conrad von Hötzendorf     | General der Infanterie⁠(d) Franz Conrad von Hötzendorf (1852–1925) | 1906                 | 1911                 | 4-5 ani             |
| 7   | Blasius von Schemua⁠(d)          | Generalmajor⁠(d) Blasius von Schemua⁠(d) (1856–1920)                | 3 Decembrie 1911     | 12 Decembrie 1912    | 1 an și 9 zile      |
| 8   | Franz Conrad von Hötzendorf     | Generalfeldmarschall Franz Conrad von Hötzendorf (1852–1925)      | 12 Decembrie 1912    | 1 Martie 1917        | 4 ani și 79 zile    |
| 9   | Arthur Arz von Straußenburg     | Generaloberst⁠(d) Arthur Arz von Straußenburg (1857–1935)          | 1 Martie 1917        | 3 Noiembrie 1918     | 1 an și 247 de zile |